# مركب أسموزي
المركبات الأسموزية أو المنحلات الأسموزية هي مركبات تؤثر في الخاصية الاسموزية. وهي مركبات ذائبة في المحلول داخل الخلايا أو في السائل المحيط بالخلايا مثل المركبات الأسموزية في البلازما. وهي تلعب دورا في المحافظة على حجم الخلية وتوازن الموائع فيها .